# Instytut Francuski w Krakowie
Instytut Francuski w Polsce, oddział w Krakowie – francuska placówka kulturalna utworzona w 1946 r. 

## Historia
Uroczystość otwarcia Instytutu w dawnym pałacu Lubomirskich na ulicy św. Jana odbyła się 18 czerwca 1947 roku. Działalność została zawieszona w okresie zimnej wojny w 1949 r., kiedy francuscy współpracownicy zostali wydaleni z kraju. Biblioteka pozostawała jednak stała, dzięki obecności polskiego sekretarza, który prowadził ją w latach 1950-1966 w porozumieniu z Konsulem Generalnym i Ambasadą.
Swoją działalność wznowiła pod nazwą Czytelnia francuska w Krakowie w 1966 r., a pierwotną nazwę nosi ponownie od 1979 r.
Po kilkudziesięciu latach funkcjonowania w Pałacu Lubomirskich przy ul. Jana, obecnie mieści się w tym samym budynku co Konsulat Generalny Francji w Krakowie przy ul. Stolarskiej 15.
Od 1 stycznia 2012 roku jest częścią Instytutu Francuskiego w Polsce. Zadaniem Instytutu Francuskiego jest rozpowszechnianie i popularyzacja kultury francuskiej w Polsce, rozwój i wymiana kulturowa między dwoma krajami oraz promowanie wizerunku francuskiej sceny artystycznej i kulturalnej, prestiżowej oraz zarazem nowoczesnej i otwartej na inne wpływy.

## Nauczanie języka francuskiego
Institut français de Cracovie oferuje kursy języka francuskiego dla dorosłych i dzieci na wszystkich poziomach, od poziomu początkowego do zaawansowanego. Oferuje również kursy specjalistyczne, takie jak francuski prawniczy, francuski biznesowy, a wreszcie kursy języka polskiego dla osób mówiących po francusku.
Umożliwia przygotowanie i zdawanie oficjalnych testów i egzaminów z języka francuskiego jako języka obcego: TCF, DELF, DALF.